# Vargstenen
Vargstenen è il quinto album registrato in studio dei Månegarm, pubblicato nel 2007.

## Tracce
1. "Uppvaknande" - 1:49
2. "Ur själslig död" (From Soul Death) - 4:24
3. "En fallen fader" (A Fallen Father) - 5:57
4. "Den gamle talar" (The Old One Speaks) - 2:08
5. "Genom världar nio" (Through The Nine Worlds) - 5:37
6. "Visioner på isen" (Visions On The Ice) - 8:53
7. "Vargbrodern talar" (The Wolf Brother Speaks) - 1:32
8. "I underjorden" (In The Underworld) - 4:12
9. "Nio dagar, nio nätter" (Nine Days, Nine Nights) - 4:44
10. "Vargstenen" (The Wolf Stone) - 5:34
11. "Vedergällningens tid" (The Time Of Retaliation) - 3:46
12. "Eld" (Fire) - 2:36

## Formazione
- Erik Grawsiö – voce, batteria
- Markus Andé – chitarra
- Jonas Almquist – chitarra
- Pierre Wilhelmsson – basso
- Janne Liljeqvist – violino